# Elezioni comunali in Lombardia del 2018
Le elezioni comunali in Lombardia del 2018 si sono tenute il 10 giugno (con ballottaggio il 24 giugno).

## Milano

### Arese
| Candidati                              | Candidati                   | Voti                 | %     | Liste               | Voti  | %     | Seggi |
| -------------------------------------- | --------------------------- | -------------------- | ----- | ------------------- | ----- | ----- | ----- |
|                                        | Michela Palestra ✔️ Sindaco | 5.493                | 63,92 | Partito Democratico | 3.380 | 41,79 | 8     |
| Forum                                  | Michela Palestra ✔️ Sindaco | 5.493                | 63,92 | 1.156               | 14,29 | 2     |       |
| Arese Rinasce                          | Michela Palestra ✔️ Sindaco | 5.493                | 63,92 | 640                 | 7,91  | 1     |       |
|                                        | Vittorio Turconi            | 2.241                | 26,08 | Lega                | 1.523 | 18,83 | 3     |
| Forza Italia                           | Vittorio Turconi            | 2.241                | 26,08 | 418                 | 5,17  | -     |       |
| Fratelli d'Italia - Alleanza Nazionale | Vittorio Turconi            | 2.241                | 26,08 | 195                 | 2,41  | -     |       |
| Seggio di coalizione                   | Seggio di coalizione        | Seggio di coalizione | 26,08 | 1                   |       |       |       |
|                                        | Michela Piva                | 761                  | 8,86  | Movimento 5 Stelle  | 679   | 8,40  | 1     |
|                                        | Vincenzo Massari            | 99                   | 1,15  | Italia in Marcia    | 97    | 1,20  | -     |
| Totale                                 | Totale                      | 8.594                | 100   |                     | 8.088 | 100   | 16    |

### Bareggio
| Candidati            | Candidati                               | Voti                 | %     | Liste                            | Voti  | %     | Seggi |
| -------------------- | --------------------------------------- | -------------------- | ----- | -------------------------------- | ----- | ----- | ----- |
|                      | Linda Colombo Accede al ballottaggio    | 1.759                | 26,19 | Lega                             | 1.320 | 20,94 | 9     |
| Forza Italia         | Linda Colombo Accede al ballottaggio    | 1.759                | 26,19 | 181                              | 2,87  | 1     |       |
| Noi di Bareggio      | Linda Colombo Accede al ballottaggio    | 1.759                | 26,19 | 82                               | 1,30  | -     |       |
| Fratelli d'Italia    | Linda Colombo Accede al ballottaggio    | 1.759                | 26,19 | 75                               | 1,19  | -     |       |
|                      | Ermes Garavaglia Accede al ballottaggio | 1.469                | 21,87 | Bareggio nel Cuore               | 926   | 14,69 | 1     |
| Gente di Bareggio    | Ermes Garavaglia Accede al ballottaggio | 1.469                | 21,87 | 398                              | 6,31  | -     |       |
| Seggio di coalizione | Seggio di coalizione                    | Seggio di coalizione | 21,87 | 1                                |       |       |       |
|                      | Giancarlo Lonati                        | 1.442                | 21,47 | Partito Democratico              | 1.134 | 17,99 | 1     |
| Io Amo Bareggio      | Giancarlo Lonati                        | 1.442                | 21,47 | 275                              | 4,36  | -     |       |
| Seggio di coalizione | Seggio di coalizione                    | Seggio di coalizione | 21,47 | 1                                |       |       |       |
|                      | Flavio Ravasi                           | 661                  | 9,84  | Movimento 5 Stelle               | 631   | 10,01 | 1     |
|                      | Monica Gibilini                         | 633                  | 9,42  | Bareggio 2013                    | 560   | 8,88  | 1     |
|                      | Enrico Montani                          | 508                  | 7,56  | Voi con Noi                      | 483   | 7,66  | -     |
|                      | Simone Baroni                           | 245                  | 3,65  | Sinistra in Movimento Ecologisti | 239   | 3,79  | -     |
| Totale               | Totale                                  | 6.717                | 100   |                                  | 6.304 | 100   | 16    |

### Bresso
| Candidati                          | Candidati               | Voti                 | %     | Liste               | Voti  | %     | Seggi |
| ---------------------------------- | ----------------------- | -------------------- | ----- | ------------------- | ----- | ----- | ----- |
|                                    | Simone Cairo ✔️ Sindaco | 5.564                | 52,65 | Lega                | 2.029 | 20,45 | 4     |
| Bresso è nel Cuore                 | Simone Cairo ✔️ Sindaco | 5.564                | 52,65 | 1.736               | 17,49 | 4     |       |
| Forza Italia                       | Simone Cairo ✔️ Sindaco | 5.564                | 52,65 | 976                 | 9.84  | 2     |       |
| Insieme per Bresso e il Parco Nord | Simone Cairo ✔️ Sindaco | 5.564                | 52,65 | 386                 | 3,89  | -     |       |
| Fratelli d'Italia                  | Simone Cairo ✔️ Sindaco | 5.564                | 52,65 | 154                 | 1,55  | -     |       |
|                                    | Ugo Vecchiarelli        | 3.762                | 35,60 | Partito Democratico | 1.904 | 19,19 | 3     |
| Bresso c'è                         | Ugo Vecchiarelli        | 3.762                | 35,60 | 626                 | 6,31  | 1     |       |
| Lista Manni                        | Ugo Vecchiarelli        | 3.762                | 35,60 | 528                 | 5,32  | -     |       |
| Sinistra Unita Bressese            | Ugo Vecchiarelli        | 3.762                | 35,60 | 461                 | 4,65  | -     |       |
| Seggio di coalizione               | Seggio di coalizione    | Seggio di coalizione | 35,60 | 1                   |       |       |       |
|                                    | Adriano Longo           | 1.241                | 11,74 | Movimento 5 Stelle  | 1.123 | 11,32 | 1     |
| Totale                             | Totale                  | 10.567               | 100   |                     | 9.923 | 100   | 16    |

### Cinisello Balsamo
| Candidati                | Candidati                                        | Voti                 | %     | Liste               | Voti   | %     | Seggi |
| ------------------------ | ------------------------------------------------ | -------------------- | ----- | ------------------- | ------ | ----- | ----- |
|                          | Giacomo Giovanni Ghilardi Accede al ballottaggio | 12.117               | 45,94 | Lega                | 6.125  | 24,22 | 9     |
| La Tua Città             | Giacomo Giovanni Ghilardi Accede al ballottaggio | 12.117               | 45,94 | 1.993               | 7,88   | 3     |       |
| Forza Italia             | Giacomo Giovanni Ghilardi Accede al ballottaggio | 12.117               | 45,94 | 1.726               | 6,83   | 2     |       |
| Noi con l'Italia         | Giacomo Giovanni Ghilardi Accede al ballottaggio | 12.117               | 45,94 | 755                 | 2,99   | 1     |       |
| Cittadini Insieme        | Giacomo Giovanni Ghilardi Accede al ballottaggio | 12.117               | 45,94 | 618                 | 2,44   | -     |       |
| Fratelli d'Italia        | Giacomo Giovanni Ghilardi Accede al ballottaggio | 12.117               | 45,94 | 409                 | 1,62   | -     |       |
|                          | Siria Trezzi Accede al ballottaggio              | 10.823               | 41,04 | Partito Democratico | 7.356  | 29,09 | 5     |
| Cinisello Balsamo Civica | Siria Trezzi Accede al ballottaggio              | 10.823               | 41,04 | 2.156               | 8,53   | 1     |       |
| La Città Giusta          | Siria Trezzi Accede al ballottaggio              | 10.823               | 41,04 | 831                 | 3.29   | -     |       |
| Seggio di coalizione     | Seggio di coalizione                             | Seggio di coalizione | 41,04 | 1                   |        |       |       |
|                          | Maurizio Zinesi                                  | 2.725                | 10,33 | Movimento 5 Stelle  | 2.649  | 10,48 | 2     |
|                          | Luigino Marsiglia                                | 709                  | 2,69  | Alternativa Civica  | 430    | 1,70  | -     |
| Aria Pulita              | Luigino Marsiglia                                | 709                  | 2,69  | 121                 | 0,48   | -     |       |
| #Lasvolta                | Luigino Marsiglia                                | 709                  | 2,69  | 115                 | 0,45   | -     |       |
| Totale                   | Totale                                           | 26.374               | 100   |                     | 25.284 | 100   | 24    |

### Gorgonzola
| Candidati              | Candidati                                         | Voti                 | %     | Liste                  | Voti  | %     | Seggi |
| ---------------------- | ------------------------------------------------- | -------------------- | ----- | ---------------------- | ----- | ----- | ----- |
|                        | Angelo Stucchi Accede al ballottaggio             | 2.489                | 29,43 | Partito Democratico    | 1.315 | 16,61 | 4     |
| Gorgonzola Bene Comune | Angelo Stucchi Accede al ballottaggio             | 2.489                | 29,43 | 568                    | 7,17  | 1     |       |
| Liberi e Uguali        | Angelo Stucchi Accede al ballottaggio             | 2.489                | 29,43 | 258                    | 3,26  | -     |       |
| Città Amica            | Angelo Stucchi Accede al ballottaggio             | 2.489                | 29,43 | 136                    | 1,72  | -     |       |
|                        | Giuseppe Terenzio Olivieri Accede al ballottaggio | 3.216                | 38,02 | Uniti per Fare         | 1.322 | 16,70 | 2     |
| Lega                   | Giuseppe Terenzio Olivieri Accede al ballottaggio | 3.216                | 38,02 | 1.102                  | 13,92 | 2     |       |
| Forza Italia           | Giuseppe Terenzio Olivieri Accede al ballottaggio | 3.216                | 38,02 | 472                    | 5,96  | -     |       |
| Fratelli d'Italia      | Giuseppe Terenzio Olivieri Accede al ballottaggio | 3.216                | 38,02 | 215                    | 2,72  | -     |       |
| Seggio di coalizione   | Seggio di coalizione                              | Seggio di coalizione | 38,02 | 1                      |       |       |       |
|                        | Ilaria Arabella Paola Scaccabarozzi               | 1.837                | 21,72 | Insieme per Gorgonzola | 1.540 | 19,45 | 4     |
| Movimento Civico       | Ilaria Arabella Paola Scaccabarozzi               | 1.837                | 21,72 | 153                    | 1,93  | -     |       |
| Seggio di coalizione   | Seggio di coalizione                              | Seggio di coalizione | 21,72 | 1                      |       |       |       |
|                        | Walter Baldi                                      | 916                  | 10,83 | Progetto Gorgonzola    | 726   | 9,17  | -     |
| Noi Gorgonzola         | Walter Baldi                                      | 916                  | 10,83 | 110                    | 1,39  | -     |       |
| Seggio di coalizione   | Seggio di coalizione                              | Seggio di coalizione | 10,83 | 1                      |       |       |       |
| Totale                 | Totale                                            | 8.458                | 100   |                        | 7.917 | 100   | 16    |

## Brescia

### Brescia
| Candidati                   | Candidati                   | Voti                        | %     | Liste                                           | Voti   | %     | Seggi |
| --------------------------- | --------------------------- | --------------------------- | ----- | ----------------------------------------------- | ------ | ----- | ----- |
|                             | Emilio Del Bono ✔️ Sindaco  | 44.237                      | 53,86 | Partito Democratico                             | 26.864 | 34,67 | 15    |
| Civica Del Bono             | Emilio Del Bono ✔️ Sindaco  | 44.237                      | 53,86 | 5.177                                           | 6,67   | 2     |       |
| Brescia per Passione        | Emilio Del Bono ✔️ Sindaco  | 44.237                      | 53,86 | 4.320                                           | 5,57   | 2     |       |
| Sinistra a Brescia          | Emilio Del Bono ✔️ Sindaco  | 44.237                      | 53,86 | 2.511                                           | 3,24   | 1     |       |
| Brescia 2030                | Emilio Del Bono ✔️ Sindaco  | 44.237                      | 53,86 | 1.712                                           | 2,21   | -     |       |
| Del Bono 2.0                | Emilio Del Bono ✔️ Sindaco  | 44.237                      | 53,86 | 600                                             | 0,77   | -     |       |
|                             | Paola Vilardi               | 31.294                      | 38,10 | Lega - Lega Lombarda                            | 18.666 | 24,18 | 7     |
| Forza Italia                | Paola Vilardi               | 31.294                      | 38,10 | 5.867                                           | 7,56   | 2     |       |
| Fratelli d'Italia           | Paola Vilardi               | 31.294                      | 38,10 | 2.560                                           | 3,30   | 1     |       |
| X Brescia Civica            | Paola Vilardi               | 31.294                      | 38,10 | 1.450                                           | 1,87   | -     |       |
| Unione di Centro            | Paola Vilardi               | 31.294                      | 38,10 | 750                                             | 0,97   | -     |       |
| Il Popolo della Famiglia    | Paola Vilardi               | 31.294                      | 38,10 | 586                                             | 0,76   | -     |       |
| Seggio al candidato sindaco | Seggio al candidato sindaco | Seggio al candidato sindaco | 38,10 | 1                                               |        |       |       |
|                             | Guido Ghidini               | 4.478                       | 5,45  | Movimento 5 Stelle                              | 4.315  | 5,59  | 1     |
|                             | Alberto Marino              | 639                         | 0,78  | Potere al Popolo!                               | 673    | 0,87  | -     |
|                             | Laura Castagna              | 571                         | 0,70  | Brescia Italiana (Azione Sociale - Forza Nuova) | 550    | 0,71  | -     |
|                             | Lamberto Lombardi           | 375                         | 0,46  | Partito Comunista Italiano                      | 359    | 0,46  | -     |
|                             | Davide De Cesare            | 306                         | 0,37  | CasaPound                                       | 303    | 0,39  | -     |
|                             | Leonardo Peli               | 227                         | 0,28  | Pro Brixia                                      | 207    | 0,27  | -     |
| Totale                      | Totale                      | 82.127                      | 100   |                                                 | 77.587 | 100   | 32    |

## Monza e Brianza

### Brugherio
| Candidati            | Candidati                                    | Voti                 | %     | Liste               | Voti   | %     | Seggi |
| -------------------- | -------------------------------------------- | -------------------- | ----- | ------------------- | ------ | ----- | ----- |
|                      | Antonio Marco Troiano Accede al ballottaggio | 7.368                | 49,13 | Partito Democratico | 2.747  | 19,42 | 6     |
| Brugherio è Tua!     | Antonio Marco Troiano Accede al ballottaggio | 7.368                | 49,13 | 2.307               | 16,31  | 5     |       |
| Brugherio in Comune  | Antonio Marco Troiano Accede al ballottaggio | 7.368                | 49,13 | 874                 | 6,18   | 2     |       |
| Sinistra X Brugherio | Antonio Marco Troiano Accede al ballottaggio | 7.368                | 49,13 | 807                 | 5,71   | 2     |       |
|                      | Massimiliano Balconi Accede al ballottaggio  | 4.421                | 29,48 | Lega                | 2.646  | 18,71 | 4     |
| Forza Italia         | Massimiliano Balconi Accede al ballottaggio  | 4.421                | 29,48 | 736                 | 5,20   | 1     |       |
| X Brugherio          | Massimiliano Balconi Accede al ballottaggio  | 4.421                | 29,48 | 531                 | 3,75   | -     |       |
| Fratelli d'Italia    | Massimiliano Balconi Accede al ballottaggio  | 4.421                | 29,48 | 369                 | 2,61   | -     |       |
| Seggio di coalizione | Seggio di coalizione                         | Seggio di coalizione | 29,48 | 1                   |        |       |       |
|                      | Roberto Assi                                 | 1.795                | 11,97 | Assi Sindaco        | 1.759  | 12,44 | 2     |
|                      | Christian Canzi                              | 1.413                | 9,42  | Movimento 5 Stelle  | 1.367  | 9,67  | 1     |
| Totale               | Totale                                       | 14.997               | 100   |                     | 14.143 | 100   | 24    |

### Carate Brianza
| Candidati            | Candidati                                          | Voti                 | %     | Liste               | Voti  | %     | Seggi |
| -------------------- | -------------------------------------------------- | -------------------- | ----- | ------------------- | ----- | ----- | ----- |
|                      | Luca Veggian Accede al ballottaggio                | 3.951                | 49,85 | Lega                | 1.666 | 22,70 | 5     |
| Forza Italia         | Luca Veggian Accede al ballottaggio                | 3.951                | 49,85 | 1.242               | 16,92 | 4     |       |
| Siamo Carate         | Luca Veggian Accede al ballottaggio                | 3.951                | 49,85 | 368                 | 5,01  | 1     |       |
| Energie per l'Italia | Luca Veggian Accede al ballottaggio                | 3.951                | 49,85 | 230                 | 3,13  | -     |       |
| Fratelli d'Italia    | Luca Veggian Accede al ballottaggio                | 3.951                | 49,85 | 216                 | 2,94  | -     |       |
|                      | Francesco Giovanni Paoletti Accede al ballottaggio | 2.760                | 34,83 | Partito Democratico | 1.979 | 26,96 | 3     |
| Insieme              | Francesco Giovanni Paoletti Accede al ballottaggio | 2.760                | 34,83 | 310                 | 4,22  | -     |       |
| L'Altra Carate       | Francesco Giovanni Paoletti Accede al ballottaggio | 2.760                | 34,83 | 217                 | 2,96  | -     |       |
| Seggio di coalizione | Seggio di coalizione                               | Seggio di coalizione | 34,83 | 1                   |       |       |       |
|                      | Marco Pipino                                       | 690                  | 8,71  | Pipino Sindaco      | 539   | 7,34  | -     |
| Giovani Caratesi     | Marco Pipino                                       | 690                  | 8,71  | 68                  | 0,93  | -     |       |
| Seggio di coalizione | Seggio di coalizione                               | Seggio di coalizione | 8,71  | 1                   |       |       |       |
|                      | Giancarlo Grion                                    | 524                  | 6,61  | Movimento 5 Stelle  | 505   | 6,88  | -     |
| Totale               | Totale                                             | 7.925                | 100   |                     | 7.340 | 100   | 16    |

### Nova Milanese
| Candidati                 | Candidati                                 | Voti                 | %     | Liste                         | Voti  | %     | Seggi |
| ------------------------- | ----------------------------------------- | -------------------- | ----- | ----------------------------- | ----- | ----- | ----- |
|                           | Fabrizio Pagani Accede al ballottaggio    | 3.553                | 38,16 | Partito Democratico           | 2.069 | 23,30 | 7     |
| Vivere Nova               | Fabrizio Pagani Accede al ballottaggio    | 3.553                | 38,16 | 567                           | 6,39  | 2     |       |
| Io Lavoro per Nova        | Fabrizio Pagani Accede al ballottaggio    | 3.553                | 38,16 | 496                           | 5,59  | 1     |       |
| Unità a Sinistra per Nova | Fabrizio Pagani Accede al ballottaggio    | 3.553                | 38,16 | 236                           | 2,66  | -     |       |
|                           | Eugenio Pizzigallo Accede al ballottaggio | 3.722                | 39,98 | Lega                          | 1.675 | 18,86 | 2     |
| Forza Italia              | Eugenio Pizzigallo Accede al ballottaggio | 3.722                | 39,98 | 853                           | 9,61  | 1     |       |
| Nova Ideale               | Eugenio Pizzigallo Accede al ballottaggio | 3.722                | 39,98 | 745                           | 8,39  | -     |       |
| Di Più per Nova           | Eugenio Pizzigallo Accede al ballottaggio | 3.722                | 39,98 | 363                           | 4,09  | -     |       |
| Seggio di coalizione      | Seggio di coalizione                      | Seggio di coalizione | 39,98 | 1                             |       |       |       |
|                           | Andrea Romano                             | 1.025                | 11,01 | Noi con Andrea Romano Sindaco | 957   | 10,78 | 1     |
|                           | Massimo Cattaneo                          | 1.010                | 10,85 | Nova che Cambia               | 535   | 6,03  | -     |
| Per Nova Con...cretamente | Massimo Cattaneo                          | 1.010                | 10,85 | 383                           | 4,31  | -     |       |
| Seggio di coalizione      | Seggio di coalizione                      | Seggio di coalizione | 10,85 | 1                             |       |       |       |
| Totale                    | Totale                                    | 9.310                | 100   |                               | 8.879 | 100   | 16    |

### Seregno
| Candidati            | Candidati                                 | Voti                 | %     | Liste                           | Voti   | %     | Seggi |
| -------------------- | ----------------------------------------- | -------------------- | ----- | ------------------------------- | ------ | ----- | ----- |
|                      | Alberto Rossi Accede al ballottaggio      | 6.386                | 35,47 | Partito Democratico             | 3.057  | 18,30 | 9     |
| Scelgo Seregno       | Alberto Rossi Accede al ballottaggio      | 6.386                | 35,47 | 1.656                           | 9,91   | 4     |       |
| Cambia Seregno       | Alberto Rossi Accede al ballottaggio      | 6.386                | 35,47 | 955                             | 5,72   | 2     |       |
|                      | Ilaria Anna Cerqua Accede al ballottaggio | 6.853                | 38,06 | Lega                            | 4.083  | 24,44 | 4     |
| Forza Italia         | Ilaria Anna Cerqua Accede al ballottaggio | 6.853                | 38,06 | 1.790                           | 10,72  | 1     |       |
| Fratelli d'Italia    | Ilaria Anna Cerqua Accede al ballottaggio | 6.853                | 38,06 | 658                             | 3,94   | -     |       |
| Seggio di coalizione | Seggio di coalizione                      | Seggio di coalizione | 38,06 | 1                               |        |       |       |
|                      | Carlo Mariani                             | 2.172                | 12,06 | Ripartiamo Insieme              | 2.054  | 12,30 | 2     |
|                      | Tiziano Mariani                           | 1.762                | 9,79  | Noi X Seregno                   | 1.690  | 10,12 | 1     |
|                      | Simone Crinò                              | 459                  | 2,55  | Per un'Altra Seregno a Sinistra | 428    | 2,56  | -     |
|                      | Francesco Formenti                        | 372                  | 2,07  | Lombardia Indipendente          | 332    | 1,99  | -     |
| Totale               | Totale                                    | 18.004               | 100   |                                 | 16.703 | 100   | 24    |

### Seveso
| Candidati            | Candidati                                 | Voti                 | %     | Liste               | Voti  | %     | Seggi |
| -------------------- | ----------------------------------------- | -------------------- | ----- | ------------------- | ----- | ----- | ----- |
|                      | Luca Luigi Allievi Accede al ballottaggio | 4.264                | 46,16 | Lega                | 2.599 | 29,27 | 7     |
| Forza Italia         | Luca Luigi Allievi Accede al ballottaggio | 4.264                | 46,16 | 974                 | 10,97 | 2     |       |
| Fratelli d'Italia    | Luca Luigi Allievi Accede al ballottaggio | 4.264                | 46,16 | 571                 | 6,43  | 1     |       |
|                      | Paolo Butti Accede al ballottaggio        | 2.576                | 27,88 | Partito Democratico | 1.639 | 18,46 | 2     |
| Vivacittà            | Paolo Butti Accede al ballottaggio        | 2.576                | 27,88 | 468                 | 5,27  | -     |       |
| Impegno è Servizio   | Paolo Butti Accede al ballottaggio        | 2.576                | 27,88 | 315                 | 3,55  | -     |       |
| Seggio di coalizione | Seggio di coalizione                      | Seggio di coalizione | 27,88 | 1                   |       |       |       |
|                      | Clemente Galbiati                         | 1.521                | 16,46 | Muoviamo Seveso     | 1.465 | 16,50 | 2     |
|                      | Antonio Cantore                           | 877                  | 9,49  | Movimento 5 Stelle  | 847   | 9,54  | 1     |
| Totale               | Totale                                    | 9.238                | 100   |                     | 8.878 | 100   | 16    |

## Sondrio

### Sondrio
| Candidati                   | Candidati                                 | Voti                        | %     | Liste                | Voti  | %     | Seggi |
| --------------------------- | ----------------------------------------- | --------------------------- | ----- | -------------------- | ----- | ----- | ----- |
|                             | Marco Scaramellini Accede al ballottaggio | 4.923                       | 46,81 | Lega - Lega Lombarda | 1.466 | 15,04 | 7     |
| Sondrio Viva!               | Marco Scaramellini Accede al ballottaggio | 4.923                       | 46,81 | 1.370                | 14,06 | 7     |       |
| Sondrio Liberale            | Marco Scaramellini Accede al ballottaggio | 4.923                       | 46,81 | 777                  | 7,97  | 3     |       |
| Popolari Retici             | Marco Scaramellini Accede al ballottaggio | 4.923                       | 46,81 | 547                  | 5,61  | 2     |       |
| Forza Italia                | Marco Scaramellini Accede al ballottaggio | 4.923                       | 46,81 | 295                  | 3,03  | 1     |       |
| Fratelli d'Italia           | Marco Scaramellini Accede al ballottaggio | 4.923                       | 46,81 | 114                  | 1,17  | -     |       |
|                             | Nicola Giugni Accede al ballottaggio      | 3.795                       | 36,08 | Giugni Sindaco       | 1.065 | 10,93 | 3     |
| Sondrio Democratica         | Nicola Giugni Accede al ballottaggio      | 3.795                       | 36,08 | 895                  | 9,18  | 2     |       |
| Partito Democratico         | Nicola Giugni Accede al ballottaggio      | 3.795                       | 36,08 | 799                  | 8,20  | 2     |       |
| Sondrio 2020                | Nicola Giugni Accede al ballottaggio      | 3.795                       | 36,08 | 492                  | 5,05  | 1     |       |
| Sinistra per Sondrio        | Nicola Giugni Accede al ballottaggio      | 3.795                       | 36,08 | 326                  | 3,34  | -     |       |
| Seggio al candidato sindaco | Seggio al candidato sindaco               | Seggio al candidato sindaco | 36,08 | 1                    |       |       |       |
|                             | Fiorello Provera                          | 1.482                       | 14,09 | Provera per Sondrio  | 469   | 4,81  | 1     |
| Crescere con Sondrio        | Fiorello Provera                          | 1.482                       | 14,09 | 413                  | 4,24  | 1     |       |
| Sondrio 4.0                 | Fiorello Provera                          | 1.482                       | 14,09 | 288                  | 2,96  | -     |       |
| Noi per Sondrio             | Fiorello Provera                          | 1.482                       | 14,09 | 142                  | 1,46  | -     |       |
| Seggio al candidato sindaco | Seggio al candidato sindaco               | Seggio al candidato sindaco | 14,09 | 1                    |       |       |       |
|                             | Marco Ponteri                             | 317                         | 3,01  | Movimento 5 Stelle   | 288   | 2,96  | -     |
| Totale                      | Totale                                    | 10.517                      | 100   |                      | 9.746 | 100   | 32    |

Ballottaggio
| Candidati | Candidati                     | Voti  | %     |
| --------- | ----------------------------- | ----- | ----- |
|           | Marco Scaramellini ✔️ Sindaco | 5.437 | 60,37 |
|           | Nicola Giugni                 | 3.569 | 39,63 |
| Totale    | Totale                        | 9.006 | 100   |